# Harry S. Truman
Harry S. Truman (Lamar, 8 maggio 1884 – Kansas City, 26 dicembre 1972) è stato un politico e militare statunitense, 33º presidente degli Stati Uniti d'America dal 1945 al 1953.
Truman passò la giovinezza a Independence, nel Missouri, e durante la prima guerra mondiale fu mandato in Francia come capitano nell'artiglieria da campagna. Rientrato a casa, aprì una merceria a Kansas City, nel Missouri, e in seguito fu eletto funzionario della contea di Jackson nel 1922. Truman fu eletto al Senato degli Stati Uniti dal Missouri nel 1934 e ottenne rilevanza nazionale come presidente della Commissione Truman volta a ridurre gli sprechi e l'inefficienza nei contratti di guerra. Poco dopo essere salito alla presidenza, autorizzò il primo e unico uso di armi nucleari in guerra. L'amministrazione Truman si impegnò in una politica estera internazionalista e rinunciò all'isolazionismo. Radunò la sua "coalizione del New Deal" durante le elezioni presidenziali del 1948 e vinse a sorpresa, assicurandosi il mandato presidenziale.
Dopo l'inizio della guerra fredda, Truman supervisionò il ponte aereo per Berlino e il piano Marshall nel 1948. Quando la Corea del Nord invase la Corea del Sud nel 1950, ottenne l'approvazione delle Nazioni Unite per intervenire in quella che divenne nota come la guerra di Corea. Sulle questioni interne, i progetti di legge approvati da Truman dovettero affrontare l'opposizione di un Congresso conservatore, ma la sua amministrazione guidò con successo l'economia statunitense attraverso le sfide economiche del dopoguerra. Nel 1948 presentò la prima legislazione globale sui diritti civili e emise l'Ordine esecutivo 9981 per iniziare l'integrazione razziale nelle agenzie militari e federali.
La corruzione nell'amministrazione Truman divenne una questione di campagna centrale nelle elezioni presidenziali del 1952. Dopo la vittoria elettorale del repubblicano Dwight Eisenhower contro il democratico Adlai Stevenson II, Truman iniziò una pensione finanziariamente difficile, segnata dalla fondazione della sua biblioteca presidenziale e dalla pubblicazione delle sue memorie. Dopo che ebbe lasciato l'incarico, la sua presidenza venne criticata, sebbene la rivalutazione critica del suo mandato sia stata favorevole.

## Biografia

### Gioventù
Nacque l'8 maggio 1884 nel Missouri da una famiglia di agricoltori, primo dei tre figli (lui, il fratello John Vivian e la sorella Mary Jane) di John Anderson Truman e Martha Ellen Young, e fin da giovane lavorò nella fattoria paterna. Il nome gli venne dato in onore dello zio materno Harrison "Harry" Young, mentre la S. in onore dei nonni, Anderson Shipp Truman e Solomon Young.
Studiò a Independence, una località nei pressi della quale si era trasferita la sua famiglia, fino a diciassette anni. Avrebbe voluto continuare gli studi in un'accademia militare, ma non fu accettato per insufficienza di vista, e perciò tornò alla fattoria.
Allo scoppio della prima guerra mondiale partì volontario come tenente. Partecipò alle operazioni di Saint Mihiel e combatté sul fronte delle Argonne, diventando capitano. Al termine del conflitto fu congedato e, tornato a casa, il 26 giugno 1919 sposò un'amica d'infanzia, Bess Wallace, dalla quale ebbe una figlia, Margaret. Non volendo riprendere l'attività di contadino, si unì in società con un commilitone e aprì un negozio di abbigliamento maschile a Kansas City, ma non ebbe successo, a causa anche della crisi del dopoguerra.
Un altro amico che aveva combattuto con lui lo presentò a Tom Pendergast, un potente politico locale, che gli trovò un posto come ispettore delle autostrade nella Contea di Jackson e in seguito lo fece candidare alle elezioni per la carica di giudice nel distretto orientale della medesima Contea. Vinse le elezioni e, non sapendo nulla di diritto, frequentò corsi serali alla Kansas City Law School.
Nel 1934 fu eletto senatore nelle file del Partito Democratico. Nel 1941, con la sua fama di uomo onesto, fu rieletto. A questo punto Truman era convinto di aver chiuso la sua carriera politica, ma a sorpresa i dirigenti del Partito Democratico decisero di affiancarlo come vicepresidente a Franklin Delano Roosevelt, preferendolo a Henry A. Wallace, giudicato troppo radicale in un momento tanto critico per le sorti del mondo. Nel 1944, con il quarto mandato di Roosevelt, divenne vicepresidente e salì alla massima carica alla morte di questi, il 12 aprile 1945.

### La presidenza
(Apologo dei magnati americani dell'acciaio durante la controversia con il Presidente John Fitzgerald Kennedy)

#### Bombardamento atomico

Truman annuncia la resa della Germania

Truman salì al potere in un momento critico, nelle ultime fasi della seconda guerra mondiale: la Germania era ormai quasi vinta, ma rimaneva ancora aperto il conflitto nel Pacifico. Il Giappone si stava avviando verso la sconfitta. Il 12 luglio l'imperatore giapponese fece inviare un telegramma all'ambasciatore di Stato a Mosca in cui chiedeva alla Russia di fare da intermediaria per trattare la resa: l'imperatore è per una "resa incondizionata". 
Truman si trovò così a dover decidere se utilizzare la bomba atomica: ciò che anzitutto si temeva era non tanto un prolungamento del conflitto, quanto il fatto che la Russia dichiarasse guerra al Giappone, per poi controllare il paese con le sue armate ed espandere la propria influenza nel Sud-est asiatico. Vi era inoltre estremo interesse a sperimentare sul campo la bomba, costata attorno ai due miliardi di dollari. Durante l'amministrazione Roosevelt, i preparativi per quest'arma a Los Alamos erano stati estremamente segreti e lo stesso Truman era stato escluso, a differenza del suo predecessore alla vicepresidenza, Wallace, dal cosiddetto Top Policy Group, il comitato ristretto incaricato di controllare al massimo livello il Progetto Manhattan. Truman quindi ignorava completamente lo sviluppo della ricerca atomica finché non divenne presidente. Spettò a lui la grave responsabilità storica di far sganciare la prima bomba atomica su Hiroshima il 6 agosto 1945 e la seconda su Nagasaki il 9 agosto (si veda bombardamento atomico di Hiroshima e Nagasaki). Egli aveva allora sessantuno anni; in seguito dichiarò: «Mi sentii come se il cielo mi fosse caduto addosso».
(L'annuncio del presidente degli Stati Uniti Harry Truman del bombardamento nucleare su Hiroshima)
La dichiarazione non era veritiera: anzitutto Hiroshima non era una base militare, ma una città; inoltre, l'imperatore giapponese Hirohito aveva iniziato a trattare la resa con Stalin a partire da metà luglio, cosa di cui Truman era stato immediatamente messo a conoscenza. Lo sganciamento delle atomiche provocò la resa incondizionata del Giappone prima dell'intervento russo e mise termine alla seconda guerra mondiale, consentendo al solo esercito statunitense di occupare il territorio giapponese.
Esso ebbe una vasta reazione nella comunità scientifica internazionale, che si dissociò e probabilmente avrebbe potuto compromettere lo sviluppo della scienza nucleare. Contrari all'uso dell'atomica erano anche il generale Eisenhower ("Ero convinto che il Giappone fosse già sconfitto e che il lancio della bomba fosse del tutto inutile... In quel momento il Giappone stava cercando un modo per arrendersi il più dignitosamente possibile); l'ammiraglio William Leahy, capo di stato maggiore ("I giapponesi erano già sconfitti e pronti alla resa. L'uso di questa arma barbara contro Hiroshima e Nagasaki non ci fu di nessun aiuto nella nostra guerra contro il Giappone. Nell'usarla per primi adottammo una norma etica simile a quella dei barbari nel Medioevo. Non mi fu mai insegnato a fare la guerra in questo modo, e non si possono vincere le guerre sterminando donne e bambini") e un limitato gruppo di fisici, tra cui Albert Einstein. A favore dell'uso della bomba, tra gli altri, il gruppo di fisici e scienziati vicini o facenti parte del Progetto Manhattan. Al generale Eisenhower sarà inviato a guerra conclusa, nell'aprile del 1946, un memorandum in cui si ordina: "Da nessuno dei documenti destinati alla pubblicazione deve risultare che la bomba atomica fu lanciata su un popolo che aveva già cercato la pace".

#### Guerra fredda
Subito dopo la fine del secondo conflitto mondiale le relazioni con l'Unione Sovietica peggiorarono, soprattutto a causa della questione tedesca; ciò portò ben presto a parlare di "guerra fredda". Il punto più critico si ebbe nel 1948 con il "blocco di Berlino" da parte dell'Unione Sovietica, aggirato grazie all'invio di rifornimenti per via aerea.
Essendo i paesi europei occidentali impotenti a confronto dell'Unione Sovietica, egli professò la cosiddetta dottrina Truman, per la quale gli Stati Uniti dovevano farsi carico della lotta globale contro l'avanzata del comunismo, impegnandosi attivamente in ogni paese che fosse minacciato da essa. L'approvazione del Piano Marshall, proposto dal suo segretario di Stato George Marshall, che consisteva in ingenti aiuti economici per la ricostruzione dell'Europa nel dopoguerra, fu sia una strategia di contenimento sia degli aiuti umanitari.
Nel 1946 diede impulso allo sviluppo delle armi nucleari approvando gli esperimenti atomici sull'atollo di Bikini nel Pacifico.

#### Truman e Ho Chi Minh

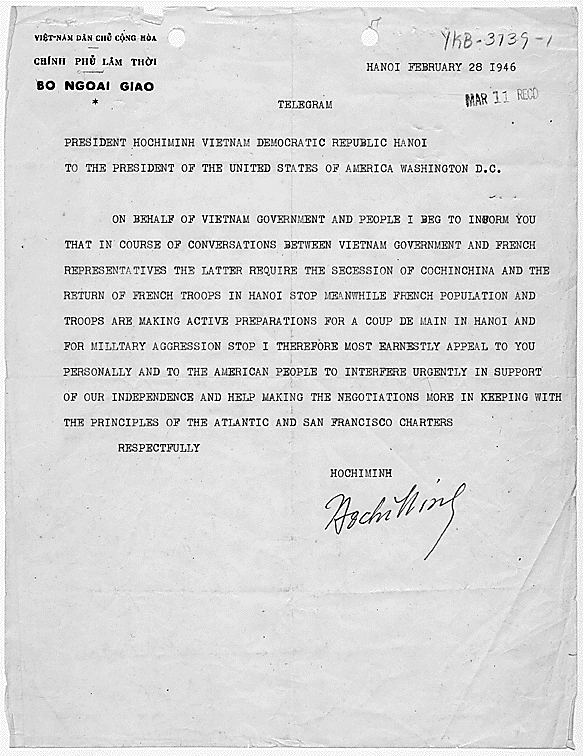
Richiesta d'aiuto di Ho Chi Minh a Harry Truman (Hanoi, 28 febbraio 1946)

Con lo scoppio delle ostilità nel Vietnam del Sud (nell'ottobre 1945), Ho Chi Minh chiese formalmente l'intervento degli Stati Uniti e delle Nazioni Unite contro l'aggressione francese, citando la Carta Atlantica, la Carta delle Nazioni Unite e un discorso di politica estera del presidente Truman, tenuto anche questo nell'ottobre 1945, che incoraggiava l'auto-determinazione dei popoli. Tra l'ottobre 1945 e il febbraio 1946 Ho Chi Minh scrisse a Truman o al Segretario di Stato, James Byrnes, almeno otto messaggi, chiedendo in generale che gli Stati Uniti aiutassero il Vietnam a ottenere l'indipendenza all'interno dell'Unione francese. Non vi è alcuna traccia di risposta degli Stati Uniti.
Istruzioni del dicembre 1946 per un contatto diplomatico statunitense con Ho Chi Minh rivelano la preoccupazione degli Stati Uniti per la sua formazione comunista e la paura che, intervenendo in suo aiuto, si sarebbe potuto stabilire uno "Stato comunista dipendente, diretto da Mosca". Due mesi dopo, mentre era in corso la guerra dei francesi contro i Viet Minh, nel Vietnam del Nord, il segretario di Stato Marshall sottolineò di «[...] non aver perso di vista il fatto che Ho Chi Minh avesse collegamenti diretti con comunisti e che è evidente che non siamo interessati a vedere soppiantate amministrazioni dell'impero coloniale da organizzazioni politiche e filosofiche provenienti o controllate dal Cremlino».

#### Rielezione

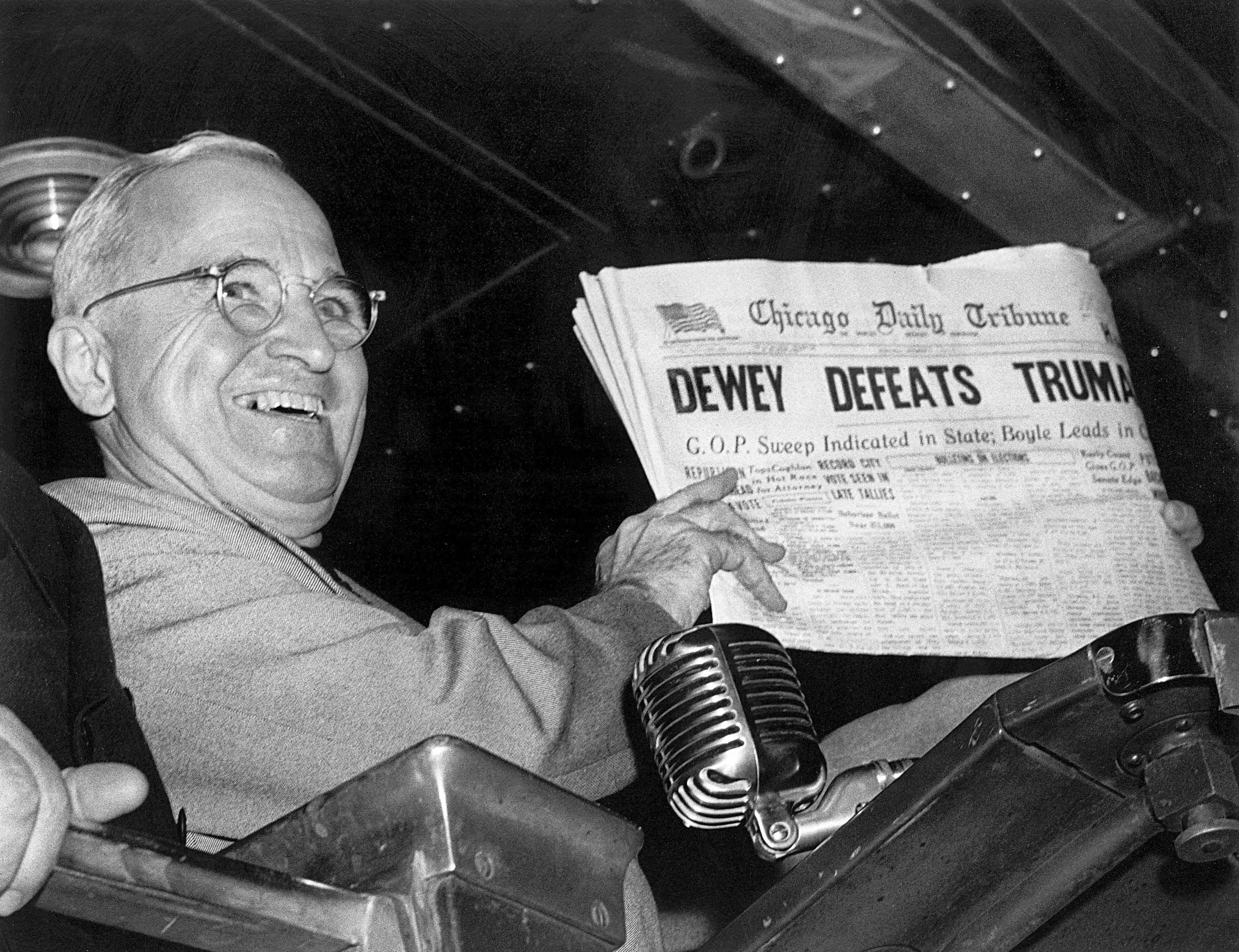
Truman mentre tiene in mano una copia del Chicago Daily Tribune che titola «Dewey batte Truman» dopo aver vinto a sorpresa le elezioni del 1948.

Sebbene dato per sconfitto, nel 1948 Truman fu riconfermato alla presidenza e nel 1950 si trovò ad affrontare una grave crisi in Corea. Il 25 giugno l'esercito della Corea del Nord comunista invase la Corea del Sud. La guerra di Corea vide gli USA in primo piano. Il Consiglio di Sicurezza dell'ONU si oppose all'invasione e Truman pose l'esercito americano sotto la sua egida. La guerra fu molto dura e alla fine si arrivò a una situazione di stallo attorno alle posizioni prebelliche. In questo caso Truman si dimostrò risoluto: arrivò a sostituire il generale Douglas MacArthur quando questi minacciò di attaccare anche la Cina, rischiando un allargamento del conflitto a livello mondiale.
Su iniziativa del governo Truman, nel 1949 fu creata la NATO.

#### Inizio degli aiuti contro il Vietnam del Nord
Nel maggio 1950, dopo la cattura di Hainan da parte di forze comuniste cinesi, Truman autorizzò segretamente un'assistenza finanziaria diretta ai francesi e il 27 giugno 1950, dopo lo scoppio della guerra di Corea, lo annunciò pubblicamente. La prospettiva di un Sud-est asiatico dominato dai comunisti fu sufficiente a stimolare l'amministrazione Truman a sostenere la politica estera del presidente francese Vincent Auriol, in modo che la diffusione del comunismo sovietico fosse contenuta dagli alleati. Le prime forniture degli Stati Uniti per la guerra d'Indocina furono consegnate il 30 giugno 1950. In settembre Truman inviò il Military Assistance Advisory Group (MAAG) in Indocina ad aiutare l'esercito francese. Truman affermò che i militari non erano stati inviati come truppa da combattimento, ma come assistenza militare, e diede dieci milioni di dollari di materiale militare per sostenere i francesi.
Nel 1953, l'aiuto di Truman aumentò fino a 350 milioni di dollari per sostituire i vecchi equipaggiamenti militari di proprietà dell'esercito francese.

#### Politica interna
Sul piano interno, Truman cercò di continuare la strada delle riforme (il cosiddetto "Fair Deal"), ma la maggioranza repubblicana in Congresso glielo impedì. La paranoia per le presunte infiltrazioni comuniste sfociò in una vera e propria "caccia alle streghe" nei confronti delle persone sospettate di essere comuniste, spregiudicatamente cavalcata nel 1953 dal senatore repubblicano Joseph McCarthy (maccartismo).

### Ultimi anni

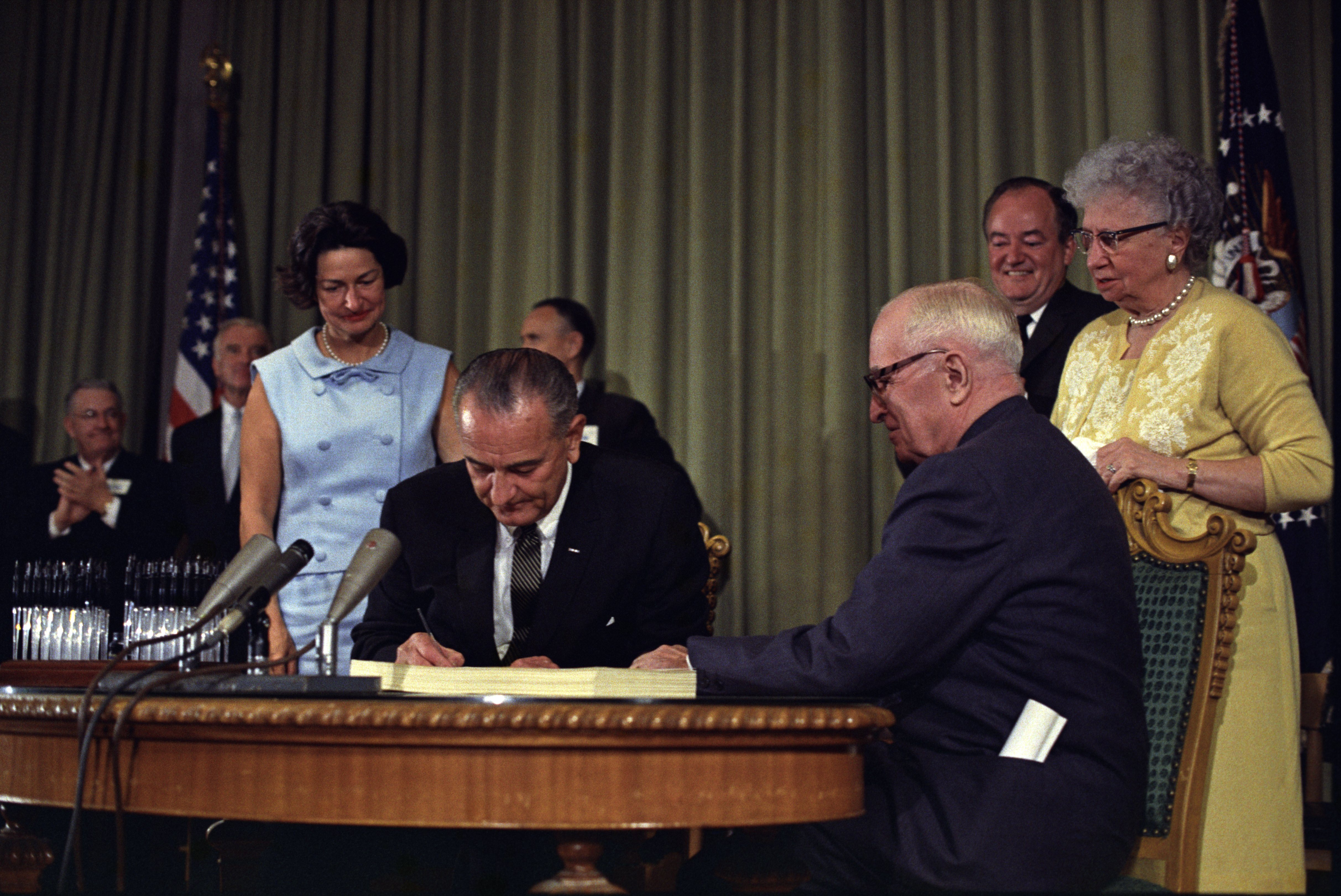
Truman (a destra) con il presidente Lyndon Johnson (30 giugno 1965)

Truman è stato l'ultimo presidente che, potenzialmente, sarebbe potuto restare in carica per oltre due mandati. Infatti, nonostante nel 1952, durante il suo mandato, fosse stato ratificato il XXII emendamento della Costituzione che limita a due i mandati per ogni presidente, l'emendamento stesso conteneva una clausola che lo rendeva inapplicabile al presidente in carica, Truman appunto. Egli, tuttavia, allo scadere del mandato nel 1953 rinunciò a ricandidarsi. Dopo l'elezione di Dwight Eisenhower compì un viaggio in Europa e in seguito si ritirò a vita privata. Scrisse due libri di memorie e rimase molto popolare.
Nel 1953 diede avvio a una massiccia campagna di propaganda mediatica, detta "Atomo per la pace", che sosteneva la tesi secondo cui la diffusione della tecnologia nucleare a uso militare avrebbe giocato un ruolo dissuasivo da nuovi conflitti e sarebbe stata garanzia di pace nel mondo.
Morì a ottantotto anni il 26 dicembre 1972. Fu sepolto presso l'Harry S. Truman Library & Museum di Independence.

### Il secondo nome di Truman
Truman non aveva un middle name, ma solo un'iniziale, la "S.". Nell'autobiografia scrisse che suo nonno paterno aveva per nome Anderson Shippe e suo nonno materno aveva per nome Solomon; pertanto la S. gli venne data per simboleggiare entrambi.
Una nave da guerra (una portaerei classe Nimitz, la CVN-75) venne intitolata in suo onore: la USS Harry S. Truman, con il punto. Però sul monumento ufficiale alla Casa Bianca (una lastra di marmo che porta i nomi di tutti i presidenti) il suo nome compare come Harry S Truman, senza punto. Truman si firmava sempre Harry S. Truman, con il punto dopo la "S".

### Appartenenza alla massoneria
Come il suo predecessore, Truman fece parte della massoneria statunitense. Iniziato il 9 febbraio 1909 presso la "Belton Lodge No. 450" a Belton, nel Missouri, nel 1940 il Fratello Truman venne eletto 97º Gran Maestro dello Stato del Missouri. Il 19 ottobre 1945 venne nominato Sovrano grande ispettore generale, 33º grado e massimo grado del Rito scozzese antico e accettato, e membro del suo Supremo Consiglio.

## Influenza culturale
In Italia presero il soprannome di "locomotive Truman" le locomotive NE 120, che erano Diesel-elettriche di fabbricazione statunitense, passate poi all'esercito inglese in base alla legge affitti e prestiti. Trasportate in Puglia e in Campania (si trattava di 49 unità), costituirono per molti anni un nucleo importante di mezzi di trazione, poi lasciate alle Ferrovie dello Stato in base al piano Marshall.
Truman è interpretato da Ed Flanders nel film MacArthur il generale ribelle (1977) di Joseph Sargent, e da Gary Sinise nel film televisivo Truman (1995) di Frank Pierson. Appare inoltre in un episodio della serie televisiva Project Blue Book (2019), interpretato da Bob Gunton, e nel film Oppenheimer (2023) di Christopher Nolan, interpretato da Gary Oldman.